# Cosniciu de Jos, Sălaj
Cosniciu de Jos este un sat în comuna Ip din județul Sălaj, Transilvania, România.
A fost atestată documentar în anul 1213, cu numele villa Coznis.